# Flaithbertach Ua Flaithbertaig
Flaithbertach Ua Flaithbertaig (mort en 1098) est roi de Connacht en compétition de 1092 à  1098.

## Biographie
Flaithbertach Ua Flaithbertaig appartient à une lignée cadette des Uí Briúin les Uí Briúin Seóla dont il est le 3e ou le 4e chef du Muintir Murchada (en) depuis leur expulsion du Maigh Seóla (en) par les Ua Conchobair rois du Connacht. Le premier à porter se patronyme était  Murchadh an Chapail Ua Flaithbheartaigh, roi des Uí Briúin Seóla (mort en 1034).
Il est le descendant de Ruiaidri Ua Flaithbertaig († 1062)  « ri Iarthar Connacht » c'est-à-dire roi du Connacht de l'ouest. En 1092 associé avec Fogartach O' Foghartaigh il fait aveuglé et dépose le roi de Connacht Ruaidri na Saide Buide Ua Conchobair des Uí  Briúin Ai qu'il avait élevé en fosterage et qui était devenu le parrain de ses propres enfants. Il usurpe alors le trône revendiqué également par le fis aîné de Ruaidri; le jeune Tagd Ua Conchobair. En 1097 Tagd est tué à son tour par les hommes de son propre sept menés par l'un de ses confidents. Flaithbertach demeure alors le seul souverain du Connacht mais dès l'année suivante il est tué à son tour par Madadhan Ua Cuanne en « vengeance de l'aveuglement de Ruaidri ».Domnall mac Tigernáin Ua Ruairc, issu de la lignée des Uí Briúin Bréifne, accède alors au trône.

## Sources
- Annales d'Ulster sur CELT: Corpus of Electronic Texts at University College Cork
- (en) Francis John Byrne, Irish Kings and High-Kings, Londres, Batsford, 1973 (ISBN 0-7134-5882-8)
- (en) T. W. Moody, F.X. Martin et F.J. Byrne, A new history of Ireland, vol. 9 : Maps, genealogies, lists : a companion to Irish history, part II, Oxford England Oxford New York, Clarendon Press Oxford University Press, 1976 (ISBN 978-0-199-59306-4).